# Bryan Adams (album)
Bryan Adams – pierwszy solowy album kanadyjskiego wokalisty rockowego Bryana Adamsa, wydany w 1980 roku przez wytwórnię A&M Records.
Pierwszym singlem z płyty był utwór "Hidin' from Love".

## Lista utworów
| #  | Tytuł                  | Autorzy                      |      |
| -- | ---------------------- | ---------------------------- | ---- |
| 1. | "Hidin' from Love"     | Adams, Vallance, Kagna       | 3:17 |
| 2. | "Win Some, Lose Some"  | Adams, Vallance, Kagna, Dean | 3:47 |
| 3. | "Wait and See"         | Adams, Willis                | 3:05 |
| 4. | "Give Me Your Love"    | Adams                        | 2:54 |
| 5. | "Wastin' Time"         | Adams                        | 3:34 |
| 6. | "Don't Ya Say It"      | Adams, Vallance              | 3:21 |
| 7. | "Remember"             | Adams, Vallance              | 3:41 |
| 8. | "State of Mind"        | Adams, Vallance              | 3:15 |
| 9. | "Try to See It My Way" | Adams, Vallance              | 4:03 |